# Тритон (Ньюфаундленд і Лабрадор)
Тритон (англ. Triton) — містечко в Канаді, у провінції Ньюфаундленд і Лабрадор.

## Населення
За даними перепису 2016 року, містечко нараховувало 983 особи, показавши скорочення на 1,5 %, порівняно з 2011 роком. Середня густина населення становила 130,2 осіб/км².
З офіційних мов обома одночасно володіли 5 жителів, тільки англійською — 980.
Працездатне населення становило 51,2 % усього населення, рівень безробіття — 22,4 % (24 % серед чоловіків та 19,4 % серед жінок). 97,6 % осіб були найманими працівниками, а 3,5 % — самозайнятими.
Середній дохід на особу становив $38 231 (медіана $26 056), при цьому для чоловіків — $56 372, а для жінок $21 319 (медіани — $42 816 та $19 200 відповідно).
28,7 % мешканців мали закінчену шкільну освіту, не мали закінченої шкільної освіти — 42,5 %, 28,1 % мали післяшкільну освіту, з яких 10,6 % мали диплом бакалавра, або вищий.
| Статево-вікова структура населення | Статево-вікова структура населення | Статево-вікова структура населення | Статево-вікова структура населення | Статево-вікова структура населення |
| ---------------------------------- | ---------------------------------- | ---------------------------------- | ---------------------------------- | ---------------------------------- |
|                                    |                                    |                                    |                                    |                                    |
| Всього                             | Всього                             | 51,3%48,7%                         |                                    |                                    |
| 0 — 14 років                       | 0 — 14 років                       |                                    | 15,2%                              | 15,2%                              |
| 15 — 64 років                      | 15 — 64 років                      |                                    | 66,7%                              | 66,7%                              |
| 65 і більше                        | 65 і більше                        |                                    | 18,2%                              | 18,2%                              |
| Середній вік (років)               | Середній вік (років)               | 42,745,0                           | 43,8                               | 43,8                               |
| Медіана (років)                    | Медіана (років)                    | 46,247,8                           | 47,2                               | 47,2                               |
| — чоловіки — жінки                 |                                    |                                    |                                    |                                    |

| Походження мешканців:     | Походження мешканців:     | Походження мешканців: | Походження мешканців: | Походження мешканців: |
| ------------------------- | ------------------------- | --------------------- | --------------------- | --------------------- |
| Походження                |                           |                       | осіб                  | %                     |
| Корінні американці        | Корінні американці        |                       | 25                    | 2.55%                 |
| Інше північноамериканське | Інше північноамериканське |                       | 635                   | 64.8%                 |
| Європейське               | Європейське               |                       | 430                   | 43.88%                |
| британське                | британське                |                       | 410                   | 41.84%                |
| французьке                | французьке                |                       | 35                    | 3.57%                 |
| Латинськоамериканське     | Латинськоамериканське     |                       | 10                    | 1.02%                 |

| Зайнятість населення за галузями (за класифікацією NOC): | Зайнятість населення за галузями (за класифікацією NOC): | Зайнятість населення за галузями (за класифікацією NOC): | Зайнятість населення за галузями (за класифікацією NOC): | Зайнятість населення за галузями (за класифікацією NOC): |
| -------------------------------------------------------- | -------------------------------------------------------- | -------------------------------------------------------- | -------------------------------------------------------- | -------------------------------------------------------- |
|                                                          |                                                          |                                                          |                                                          |                                                          |
| Управління                                               | Управління                                               |                                                          | 5,8%                                                     | 5,8%                                                     |
| Бізнес, фінанси та адміністрування                       | Бізнес, фінанси та адміністрування                       |                                                          | 8,1%                                                     | 8,1%                                                     |
| Освіта, правозахист, муніципальні та урядові служби      | Освіта, правозахист, муніципальні та урядові служби      |                                                          | 9,3%                                                     | 9,3%                                                     |
| Роздрібна торгівля та послуги                            | Роздрібна торгівля та послуги                            |                                                          | 27,9%                                                    | 27,9%                                                    |
| Гуртова торгівля, транспорт та обладнання                | Гуртова торгівля, транспорт та обладнання                |                                                          | 25,6%                                                    | 25,6%                                                    |
| Природні ресурси, сільське господарство                  | Природні ресурси, сільське господарство                  |                                                          | 11,6%                                                    | 11,6%                                                    |
| Виробництво                                              | Виробництво                                              |                                                          | 10,5%                                                    | 10,5%                                                    |

## Клімат
Середня річна температура становить 4,1 °C, середня максимальна — 19,1 °C, а середня мінімальна — −10,3 °C. Середня річна кількість опадів — 1033 мм.
| Клімат поселення                              | Клімат поселення | Клімат поселення | Клімат поселення | Клімат поселення | Клімат поселення | Клімат поселення | Клімат поселення | Клімат поселення | Клімат поселення | Клімат поселення | Клімат поселення | Клімат поселення | Клімат поселення |
| Показник                                      | Січ.             | Лют.             | Бер.             | Квіт.            | Трав.            | Черв.            | Лип.             | Серп.            | Вер.             | Жовт.            | Лист.            | Груд.            |                  |
| Середній максимум, °C                         | −2,5             | −2,68            | 0,43             | 5,22             | 9,08             | 13,30            | 18,17            | 19,12            | 14,69            | 9,62             | 4,91             | −0,1             |                  |
| Середня температура, °C                       | −6,34            | −6,51            | −3,4             | 1,40             | 5,24             | 9,46             | 15,24            | 16,18            | 11,78            | 6,70             | 2,01             | −3,03            |                  |
| Середній мінімум, °C                          | −10,18           | −10,33           | −7,23            | −2,45            | 1,43             | 5,62             | 12,32            | 13,28            | 8,85             | 3,78             | −0,93            | −5,95            |                  |
| Норма опадів, мм                              | 88               | 82               | 71               | 68               | 77               | 91               | 81               | 107              | 97               | 98               | 85               | 88               |                  |
| Середньомісячна швидкість вітру, м/с          | 6.80             | 6.37             | 6.20             | 5.68             | 5.20             | 4.90             | 4.59             | 4.70             | 5.30             | 5.80             | 6.40             | 6.80             |                  |
| Середньомісячна сонячна радіація, кДж/м²·день | 3754             | 6704             | 10797            | 14390            | 17367            | 18999            | 18737            | 15670            | 11480            | 6762             | 3825             | 2793             |                  |
| --------------------------------------------- | ---------------- | ---------------- | ---------------- | ---------------- | ---------------- | ---------------- | ---------------- | ---------------- | ---------------- | ---------------- | ---------------- | ---------------- | ---------------- |
| Джерело:                                      |                  |                  |                  |                  |                  |                  |                  |                  |                  |                  |                  |                  |                  |